# Svichtov (obchtina)
Svichtov (bulgare : Свищов) est une obchtina de l'oblast de Veliko Tarnovo en Bulgarie.